# Seixido (La Lama)
Seixido (oficialmente San Bartolomeu de Seixido) es una parroquia española del municipio de La Lama, perteneciente a la provincia de Pontevedra, en la comunidad autónoma de Galicia.

## Toponimia
La parroquia puede aparecer referida con las grafías «Seixido» y «Seijido».

## Historia
Hacia mediados del siglo XIX, la parroquia, ya por entonces perteneciente a La Lama, tenía contabilizada una población de un millar de habitantes. Aparece descrita en el decimocuarto volumen del Diccionario geográfico-estadístico-histórico de España y sus posesiones de Ultramar de Pascual Madoz con las siguientes palabras:

SEIJIDO (San Bartolomé): felig. en la prov. de Pontevedra (4 leg.), part. jud. de Puente-Caldelas (2), dióc. de Tuy (8), ayunt. de Lama (1). sit. al O. del monte Seijido; reinan principalmente los aires del N. y S.; clima frio, enfermedades comunes afecciones nerviosas. Tiene 260 casas en los l. de Cabalar, Cendon, Cobas, Fentosa, Pumar y Tras-da-Reiga, y escuela de primeras letras concurrida por 60 niños. La igl. parr. (San Bartolomé) se halla servida por un cura de entrada y patronato lego. Confina N. Barcia; E. Giesta; S. Antas, y O. Cobelo. El terreno es de inferior calidad; atraviesa por esta parr. el riach. que baja á Puente-Caldelas, que baña pocas tierras por lo quebrado y desigual del suelo: existe hacia el S. el monte Ceo, y por el E. el Suido ó Seijido, ambos cubiertos de nieve durante el invierno; en el último hay criaderos de estaño, y en los l. de Cendon y Barreiras mineral de hierro con algunas partículas argentíferas. El correo se recibe de Puente-Caldelas. prod.: maiz, centeno, patatas y pastos; hay ganado vacuno, de cerda, algun mular, lanar y cabrío; caza de perdices, liebres, conejos, lobos y zorros. ind.: la agrícola, molinos harineros y arrieria. pobl.: 286 vec., 1,000 alm. contr.: con su ayunt. (V.).
(Madoz, 1849, p. 160)

En 2023, tenía empadronados 306 habitantes.